# Vereda da Salvação
Vereda da Salvação é um filme de drama brasileiro de 1965 dirigido por Anselmo Duarte, a partir de uma adaptação de texto para teatro da autoria de Jorge Andrade. O filme retrata o fanatismo religioso no sertão nordestino do Brasil. O filme é estrelado por Raul Cortez, José Parisi, Lélia Abramo, Esther Mellinger, Maria Isabel de Lizandra, José Pereira e Áurea Campos.
O filme foi perseguido no contexto da ditadura militar brasileira e impedido de figurar entre os candidatos às premiações no Festival de Cannes, onde Anselmo Duarte foi premiado por O Pagador de Promessas, em 1962. O filme disputou a premiação do Festival de Berlim, mas perdeu para Alphaville, de Jean-Luc Godard.

## Enredo
O filme acompanha produtores rurais pobres no Nordeste brasileiro que entram em um grupo messiânico, liderado por Joaquim (Raul Cortez), que acredita ser a reencarnação de Jesus Cristo. Joaquim promete a seus seguidores que lhes mostrará o caminho para o paraíso, a "vereda da salvação" do título do filme.
Com poder sobre os camponeses, o personagem de Raul Cortez começa a perseguir aqueles que não lhe prestam obediência, em especial Artuliana (Esther Mellinger). Joaquim ordena que seus seguidores tirem o filho de Artuliana, que está grávida, acusando-a de estar possuída pelo demônio.

## Elenco
- Raul Cortez
- José Parisi
- Lélia Abramo
- Margarida Cardoso
- Stênio Garcia
- Esther Mellinger
- Maria Isabel de Lizandra
- José Pereira
- Áurea Campos
- Alda Marina
- Potiguara Lopes
- Terezinha Cubana